# Laissez-faire
Láissez-fáire ([lɛse fɛʁ] с фр. — «позвольте-делать») или при́нцип невмеша́тельства — экономическая доктрина, согласно которой государственное регулирование экономики и экономическое вмешательство должны быть минимальными.

## История возникновения
По мнению Петра Струве, принцип невмешательства и связанный с ним афоризм имеет довольно долгую литературную историю. Первая часть формулы: «laissez faire» появляется на 80 лет раньше второй: «laissez passer», на собрании коммерсантов, приглашенных Кольбером для совещаний о средствах к подъему французской торговли и промышленности. Автором фразы считают Лежандра (Legendre), возможно, того самого, кто составил популярный в то время учебник по коммерческой арифметике. По сохранившемуся в Швейцарии преданию, указанное собрание происходило в Лионе по расчету Онкена в 1680 году. В литературе «laissez faire» встречается впервые в 1736 году в рукописных мемуарах маркиза Ренэ д’Аржансона, бывшего министром иностранных дел при Людовике XV («Mémoires et journal inédit du Marquis d’Argenson», Париж, 1858, т. V). В 1751 году тот же афоризм повторяется в печати в анонимной статье д’Аржансона в «Journal Economique».
Слова французского экономиста и коммерсанта Венсана де Гурнэ (1712—1759) из речи, которую он произнес в 1758 году на собрании экономистов-физиократов (сторонников свободной торговли). В ней он доказывал, что для процветания ремесел и торговли правительству не следует вмешиваться в сферу предпринимательства. Эта идея была теоретически обоснована в трудах экономистов классической школы — политэкономии (в частности, в труде Адама Смита «Исследование о природе и причинах богатства народов» — впрочем, термин был введён не самим Смитом и, судя по его отношению к Навигационным актам и закону о ростовщичестве, догматиком в этом вопросе он не был).

## Определение
Согласно К. Р. Макконнеллу и С. Л. Брю, «laissez faire» (чистый капитализм, или капитализм эпохи свободной конкуренции) определяется частной собственностью на ресурсы, использованием рынка для координации цен и экономической деятельности, поведение экономического агента мотивируется его эгоистическими интересами, стремящегося максимизировать свой доход на основе личного принятия решений. Рыночная система и экономика представляют собой механизм, координирующий индивидуальные решения и предпочтения. Товары и услуги производятся, а ресурсы предлагаются на условиях конкуренции, когда существует множество самостоятельно действующих покупателей и продавцов каждого продукта и ресурса, а экономическая власть рассредоточена. Сторонники чистого капитализма утверждают, что такая экономическая система эффективна при использовании ресурсов, устойчива при производстве и занятости, обладает быстрым темпом экономического роста. А значит такая система требует минимального или вовсе отсутствующего государственного планирования и контроля, какого-либо вмешательства в экономику. Правительство не должно вмешиваться в экономику, поскольку такое вмешательство подрывает эффективность рыночной системы. Допускается, что роль государства ограничивается защитой частной собственности, контролем над правовой структурой функционирования свободных рынков.

## Принцип laissez-faire
Основным аргументом сторонников данного принципа является утверждение о том, что экономика — это такая саморегулирующаяся система, которая сама находит эффективное равновесие, вмешательство же государства искажает получаемые экономическими агентами сигналы и эффективное равновесие оказывается недостижимым. Государству отводят роль «ночного сторожа» — установление правил взаимодействия экономических агентов на рынке и наблюдение за их исполнением, но никак не самостоятельного субъекта рынка.

## Развитие идеи
Первая и вторая теоремы благосостояния вместе отвечают на наиболее справедливую критику в адрес классической экономической школы и, соответственно, принципа laissez-faire, то есть экономистами был показан механизм и условия достижения эффективности при помощи конкуренции на рынке.
Впоследствии неоклассическая экономическая школа (доминирующая на данный момент) оттолкнулась от классического понимания laissez-faire и сосредоточилась на изучении явления фиаско рынка. Таким образом, современная микроэкономическая наука изучает ситуации на рынках, в которых как раз принцип laissez-faire нельзя применять. В свою очередь этот принцип сам по себе считается очень хорошо изученным.
Роман «Атлант расправил плечи» (Айн Рэнд, 1957 год) привлёк внимание большого числа людей к идее государственного невмешательства в экономику.